# 阿齐薹草
阿齐薹草（学名：Carex argyi）为莎草科薹草属下的一个种。分布在中国大陆的安徽、江苏、湖北等地，生长于海拔800米的地区，多生在溪边湿处以及沟边湿处，目前尚未由人工引种栽培。

## 扩展阅读
- 維基物種上的相關：阿齐薹草